# Homopus areolatus
Homopus areolatus är en sköldpaddsart som beskrevs av  Carl Peter Thunberg 1787. Homopus areolatus ingår i släktet Homopus och familjen landsköldpaddor. Inga underarter finns listade i Catalogue of Life.
Arten flörekommer i Sydafrika. Utbredningsområdet ligger i södra delen av landet nära havet. Det sträcker sig ungefär från Kapstadens norra förorter i väst till King William's Town i öst. Denna sköldpadda lever i låglandet och i bergstrakter upp till 1300 meter över havet. Habitatet utgörs av öppna landskap med buskar som regionen Fynbos. Arten föredrar områden där den låga växtligheten är tätare. Så hittar sköldpaddan flera gömställen. I västra delen av utbredningsområdet förekommer regn varje vinter men i östra delen sker regnfall tillfällig. Årsnederbörden ligger vanligen mellan 300 och 600 mm. Under vissa år kan den öka till 1200 mm.
Homopus areolatus har olika örter som föda. I fångenskap åt den även grönsaker. Mellan maj och november lägger honor vanligen ett till tre ägg per tillfälle. Ibland läggs upp till fem ägg. Individerna blir uppskattningsvis efter 8 till 10 år könsmogna. Några individer lever 28 år.
I samma utbredningsområde förekommer även lantmätarsköldpaddan och Chersina angulata.
Landskapets omvandling till bland annat jordbruksmark är det största hotet mot beståndet. Framtida klimatförändringar påverka populationen negativ. Flera exemplar faller offer för svartvit kråka och för olika däggdjur. I västra delen av utbredningsområdet blev Homopus areolatus sällsynt. Längre österut är den vanligt förekommande. IUCN listar arten som livskraftig (LC).